# Spanyolország közlekedése
Spanyolország Európa délnyugati részén helyezkedik el, mind a főutak, mind az autópályák sugaras szerkezetűek, a közlekedés központja az ország mértani közepe, Madrid. Az Uniós csatlakozás után a spanyolok rengeteg pénzt kaptak, melyből a közlekedési hálózatokat nagymértékben bővítették, fejlesztették.
A jelentősebb városok általában a tenger vagy óceán partjain találhatóak (Barcelona, Bilbao, A Coruña, Cádiz, Málaga), ritkább esetben beljebb (Zaragoza, Sevilla, Granada). Az országot a hatalmas távolságok jellemzik, és az agglomerációkat leszámítva a mobilitás alacsony fokú.

## Vasúti közlekedés

Spanyolország vasútvonalai

Az országban történelmi okokból a szomszédos Franciaországtól eltérő, szélesebb, 1668 mm-es nyomtávolságot választották a vasútépítéshez. Ez később sok bonyodalmat okozott, a határt is átlépő vonatokat át kellett rakodni, vagy a tengelyeiket az eltérő nyomtávolságok miatt át kellett szerelni.
Az 1990-es években megkezdődött a spanyol nagysebességű vasúthálózat kiépítése is, ám ez már normál (1435 mm-es) nyomtávolsággal. Így az országban két eltérő nyomtávolságú, egymással néha párhuzamos vasúthálózat is kialakult, tovább bonyolítva ezzel a vasúti közlekedést. A technikai problémák megoldására fejlesztette ki a spanyol Talgo az átszerelés nélkül is nyomtávváltásra alkalmas szerelvényeit.
- Összesen: 16 102 km
  - Széles nyomtáv: 11 873 km (1668 mm)
  - Normál nyomtáv: 2 312 km (AVE)
  - Keskeny nyomtáv: 1 884 km (1000 mm)

## Közút
- Teljes hosszúság:  683 175 km (2011)

### Autópályák

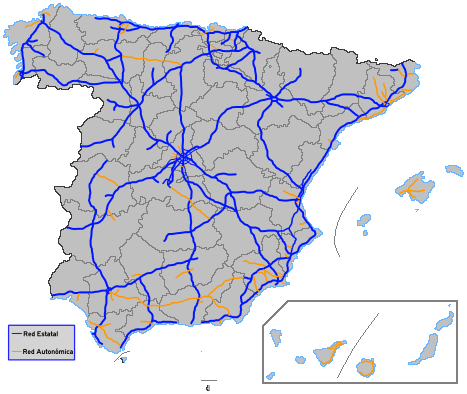
Spanyolország autópályái

## Vízi utak
Az országban 1 000 km hajózható vízi út van. (2016)

### Kikötők
Az ország legnagyobb kikötői:  Algeciras, Barcelona, Bilbao, Cartagena, Huelva, Tarragona, Valencia (Spanyolország); Las Palmas, Santa Cruz de Tenerife (Kanári-szigetek)

## Csővezetékek
- Olajvezeték: 616 km
- Gázvezeték: 10481 km

## Repülőterek

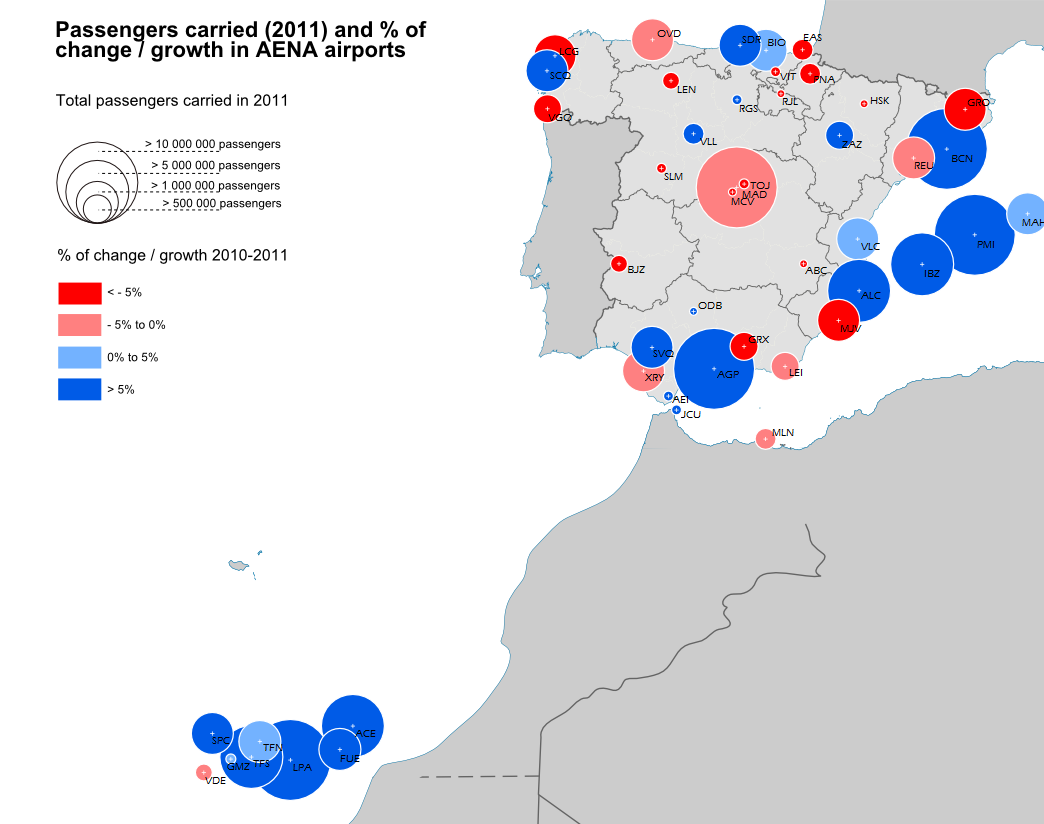
Spanyolország legforgalmasabb repülőterei. A körök nagysága a forgalom nagyságát jelenti, a kék szín növekedést, a piros szín csökkenést jelent.

Az országban összesen 150 repülőtér található, ebből 99 burkolt kifutópályával, 51 pedig csak füves kifutópályával rendelkezik.

### Fontos nemzetközi
- Alicante
- Barcelona–El Prat
- Gran Canaria
- Madrid-Barajas
- Málaga
- Palma de Mallorca
- Tenerife Sur

### Kisebb nemzetközi
- A Coruña
- Almería
- Asturias
- Bilbao
- Fuerteventura
- Girona
- Granada
- Ibiza
- Jerez
- La Palma
- Lanzarote
- Lleida
- Menorca
- Murcia-San Javier
- Reus
- Santander
- Santiago de Compostela
- Seville
- Tenerife Norte
- Valencia
- Valladolid
- Vigo
- Zaragoza

## Helikopter leszálló helyek
- 10 db